# Tirreno-Adriático 2005
La 40.ª edición de la Tirreno-Adriático se disputó entre el 9 y el 15 de marzo de 2005. La carrera empezó en Civitavecchia y finalizó en San Benedetto del Tronto, después de recorrer 1.033,4 km en 7 etapas.
Perteneció al UCI ProTour 2005.
El ganador final fue Óscar Freire (quien además se hizo con tres etapas y la clasificación por puntos). Le acompañaron en el podio Alessandro Petacchi (ganador de tres etapas) y Danilo Hondo, respectivamente.
En las otras clasificaciones secundarias se impusieron José Luis Carrasco (montaña) y Ceramica Panaria (equipos).

## Equipos participantes
Tomaron parte en la carrera 23 equipos; los 20 de categoría UCI ProTour (al ser obligada su participación); más 4 de categoría Profesional Continental mediante invitación de la organización (Acqua & Sapone-Adria Mobil, Panaria y Naturino-Sapore di Mare). Formando así un pelotón de 184 ciclistas con 8 corredores cada equipo, de los que acabaron 152.

## Etapas
| Etapa | Fecha       | Recorrido                                         | km    | Ganador             | Líder               |
| ----- | ----------- | ------------------------------------------------- | ----- | ------------------- | ------------------- |
| 1.ª   | 9 de marzo  | Civitavecchia-Civitavecchia                       | 160   | Alessandro Petacchi | Alessandro Petacchi |
| 2.ª   | 10 de marzo | Civitavecchia-Tívoli                              | 181   | Óscar Freire        | Óscar Freire        |
| 3.ª   | 11 de marzo | Tívoli-Torricella                                 | 215   | Óscar Freire        | Óscar Freire        |
| 4.ª   | 12 de marzo | Teramo-Servigliano                                | 160   | Óscar Freire        | Óscar Freire        |
| 5.ª   | 13 de marzo | Saltara-Saltara                                   | 170,4 | Servais Knaven      | Óscar Freire        |
| 6.ª   | 14 de marzo | Civitanova Marche-Civitanova Marche               | 164   | Alessandro Petacchi | Óscar Freire        |
| 7.ª   | 15 de marzo | San Benedetto del Tronto-San Benedetto del Tronto | 164   | Alessandro Petacchi | Óscar Freire        |

## Clasificaciones finales

### General
| Posición | Ciclista            | Equipo                 | Tiempo      |
| -------- | ------------------- | ---------------------- | ----------- |
| 1        | Óscar Freire        | Rabobank               | 32h 37' 19" |
| 2        | Alessandro Petacchi | Fassa Bortolo          | + 9"        |
| 3        | Danilo Hondo        | Gerolsteiner           | + 25"       |
| 4        | Fabrizio Guidi      | Phonak Hearing Systems | m.t.        |
| 5        | Laurent Brochard    | Bouygues Telecom       | + 33"       |
| 6        | George Hincapie     | Discovery Channel      | + 36"       |
| 7        | Ángel Vicioso       | Liberty Seguros        | + 37"       |
| 8        | Markus Zberg        | Gerolsteiner           | + 40"       |
| 9        | Patrice Halgand     | Crédit Agricole        | m.t.        |
| 10       | Andreas Klier       | T-Mobile               | + 42"       |

### Otras clasificaciones
- Clasificación por puntos:  Óscar Freire (Rabobank)
- Clasificación de la montaña:  José Luis Carrasco (Illes Balears-Caisse d'Epargne)
- Clasificación por equipos:  Ceramica Panaria